# Ulrich Kübler

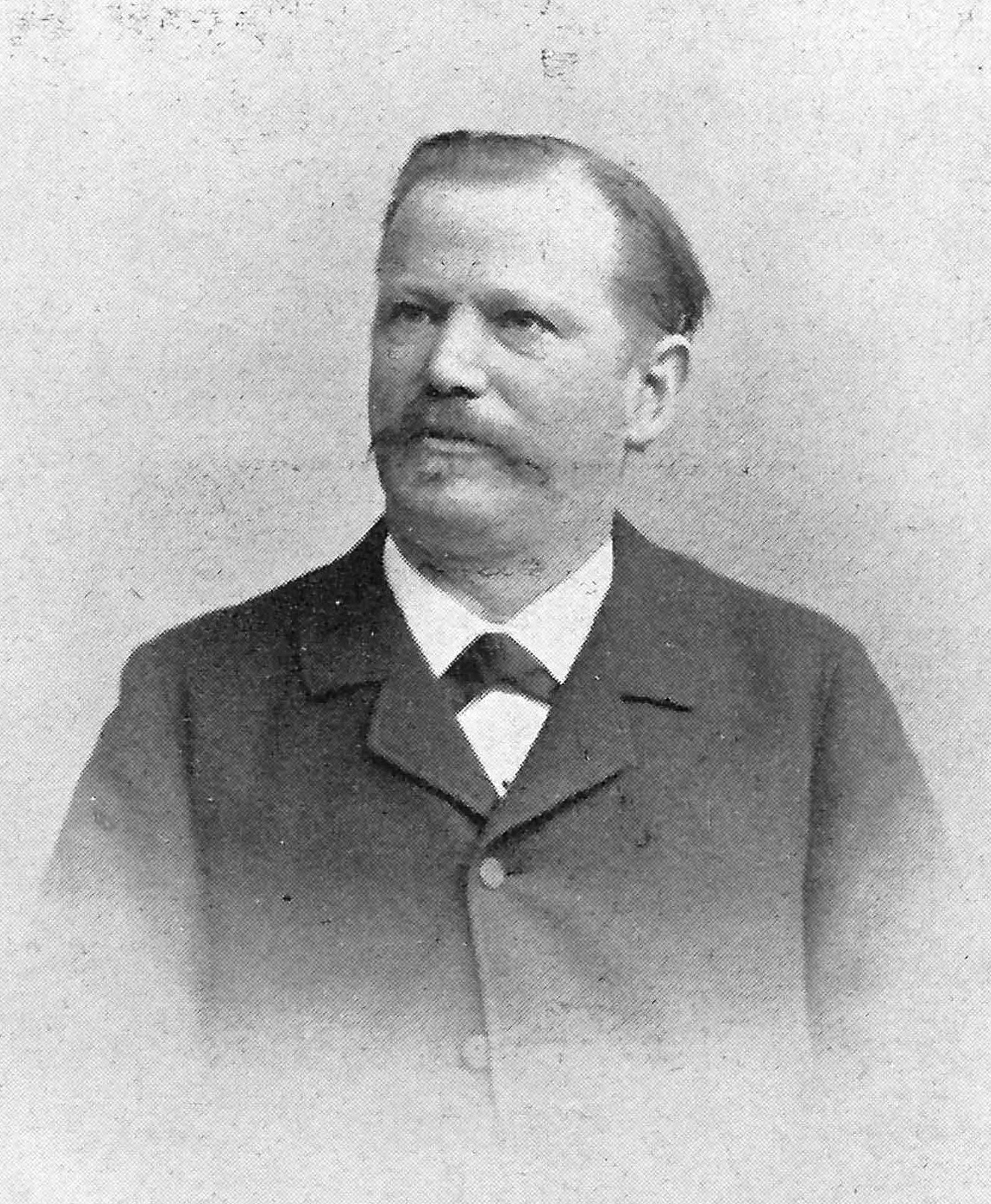
Ulrich Kübler

Ulrich Kübler (* 11. September 1841 in Langdorf; † 6. Dezember 1916 in Trogen; heimatberechtigt in Langdorf TG) war ein Schweizer Buchdrucker aus Kanton Appenzell Ausserrhoden.

## Leben
Ulrich Kübler war ein Sohn von Jakob Kübler und Margaretha Rebmann. Er absolvierte bis 1863 eine Schriftsetzerlehre in Frauenfeld. Von 1862 bis 1865 war er Wanderschaft in Deutschland. Im Jahr 1866 arbeitete er als Gehilfe beim Lehrmeister. Im Jahr 1869 heiratete er Anna Vogler. Ab 1867 bis 1982 war er so genannter Regierungsabwart. Mit dem Frauenfelder Buchhändler Konrad Bächinger erwarb Kübler im Jahr 1872 die Druckerei von Johannes Schläpfer in Trogen und damit auch den Appenzeller Kalender. Diesen führte er weiter. Im Jahr 1878 begründete er die Appenzellische Landes-Zeitung. Diese redigierte er zeitweise auch. Von 1895 bis 1896 amtierte er als Gemeinderichter. Ab 1896 bis 1901 sass er im Gemeinderat in Trogen.